# Kontxi Bilbao
María Concepción Bilbao Cuevas, más conocida como Kontxi Bilbao (Bilbao, 7 de febrero de 1958), es una psicóloga y política española del País Vasco.
Licenciada con grado en Filosofía y Ciencias de la Educación (sección Psicología), fue diputada en el Parlamento Vasco (2001-2008) y ejerció el cargo de secretaria segunda de la Mesa del Parlamento hasta que fue inhabilitada por el Tribunal Supremo. En las dos elecciones en las que fue elegida (2001 y 2005) encabezó las listas por Álava de Ezker Batua-Berdeak (entonces referente en el País Vasco de Izquierda Unida). También fue miembro de la permanente local de Vitoria, de la permanente territorial de Álava) y del Consejo Político de Euskadi (máximo órgano de dirección) de este partido. En 2009 se reincorporó a su plaza como psicóloga de los Servicio Sociales del Ayuntamiento de Vitoria.

## Inhabilitación para ejercer cargo público
Kontxi Bilbao, miembro de la Mesa del Parlamento Vasco, fue objeto de una querella por un presunto delito de desobediencia a la autoridad judicial por parte de la fiscalía y del sindicato de funcionarios Manos Limpias, habitualmente calificado de ultraderechista, por negarse a cumplir la orden del Tribunal Supremo de disolver el grupo parlamentario formado por el partido entonces ilegalizado Batasuna, Sozialista Abertzaleak. También fueron procesados Juan María Atutxa, presidente del Parlamento, y Gorka Knörr, también miembro de la Mesa del Parlamento.
Los tres parlamentarios comparecieron ante el Tribunal Superior de Justicia del País Vasco (TSJPV). El 3 de diciembre de 2003, el juez tomó declaración a los imputados, acto que levantó amplia expectación en la opinión pública, produciendo que cientos de militantes y simpatizantes de las tres formaciones políticas implicadas (Partido Nacionalista Vasco, Eusko Alkartasuna y Ezker Batua-Berdeak, formantes del gobierno tripartito vasco) se concentraran en las inmediaciones del Tribunal de Justicia en apoyo de los acusados.
El 7 de noviembre de 2005, el tribunal absolvió a los tres acusados considerándoles protegidos por la inmunidad parlamentaria. También consideró que los hechos imputados a los parlamentarios acusados no constituían ningún tipo de infracción penal. Sin embargo, el Tribunal Supremo decidió (7 de noviembre de 2006) devolver la sentencia absolutoria al TSJPV para que dictara una sentencia en la que se pronunciara sobre el fondo del asunto (si se cometió o no delito al no disolverse el grupo parlamentario de Sozialista Abertzaleak).
Posteriormente el TSJPV volvió a absolver a los acusados (5 de enero de 2007), pero el Tribunal Supremo admitió a trámite un nuevo recurso de Manos Limpias (13 de marzo de 2007). El 21 de enero de 2008, el Tribunal Supremo condenó a Kontxi Bilbao a un año de inhabilitación para todo cargo público, y 12 000 euros de multa.
A pesar de que interpuso un recurso de súplica en el que la pedía la suspensión de la sentencia condenatoria hasta que el Tribunal Constitucional resolviese su recurso de amparo, el TSJPV lo rechazó el 4 de julio de 2008, emplazando al Parlamento Vasco a que indicase cuándo Kontxi Bilbao abandonaría su escaño (Bilbao fue la única afectada por la sentencia, al no ser parlamentarios ni funcionarios públicos ninguno de los otros dos condenados). Kontxi Bilbao dejó su escaño el 30 de septiembre de 2008, siendo sustituida por José Miguel Fernández, coordinador de EBB en Álava.
Bilbao ocupó durante el resto de legislatura el cargo de directora de Participación Ciudadana, en la consejería dirigida por Javier Madrazo. Como consecuencia de su inhabilitación, no pudo concurrir a las elecciones autonómicas de 2009. Sin embargo, en las elecciones al Parlamento Europeo de ese año se presentó en la candidatura de La Izquierda, sin resultar elegida.
En junio de 2017 el Tribunal Europeo de Derechos Humanos (TEDH) condenó a España por la inhabilitación impuesta al haber sido vulnerado su derecho a un juicio equitativo. Finalmente, en octubre de 2019 el Tribunal Supremo anuló la condena de inhabilitación.